# Sénégal aux Jeux olympiques d'été de 2012
Le Sénégal participe aux Jeux olympiques d'été de 2012 à Londres (Royaume-Uni), du 27 juillet au 12 août de la même année, et ainsi pour la  12e fois à des Jeux d'été.

## Athlétisme
Le Sénégal dispose de six représentants dans des disciplines en relevant.

### Qualifications
Les athlètes du Sénégal y ont jusqu'ici atteint les minima de qualification dans les épreuves suivantes (pour chaque épreuve, un pays peut engager trois athlètes, à condition qu'ils aient réussi chacun les minima A de qualification, un seul athlète par nation est inscrit sur la liste de départ si seuls les minima B sont réussis),.

### Résultats
Chez les hommes, Moussa Dembélé est éliminé en séries du 110 mètres haies,  après avoir chuté sur la huitième haie . Mamadou Kasse Hanne bat son record personnel du 400 m haies en demi-finale, mais cela est insuffisant pour se qualifier en finale. Au saut en longueur, Ndiss Kaba Badji réalise 7,66 mètres en qualification, performance trop juste elle aussi pour atteindre la finale.
Chez les femmes, Ndeye Fatou Soumah est engagée sur deux épreuves : sur 200 mètres, elle est éliminée en série (23"89), tandis qu'elle atteint les demi-finales du 400 m. Quant à Amy Mbacke Thiam, elle est éliminée en séries du 400 mètres.
Au lancer du marteau, Amy Sène est éliminée en qualifications (65,49 m).
Hommes
Courses
| Athlète             | Épreuve     | Séries   | Séries | Quarts de finale | Quarts de finale | Demi-finales | Demi-finales | Finale   | Finale |
| Athlète             | Épreuve     | Résultat | Rang   | Résultat         | Rang             | Résultat     | Rang         | Résultat | Rang   |
| ------------------- | ----------- | -------- | ------ | ---------------- | ---------------- | ------------ | ------------ | -------- | ------ |
| Moussa Dembele      | 110 m haies | DQ       | -      | NC               | NC               | -            | -            | -        | -      |
| Mamadou Kasse Hanne | 400 m haies | 49.63    | 22     | NC               | NC               | 48.80 (MP)   | 10           | -        | -      |

Concours
| Athlète          | Épreuve          | Qualification | Qualification | Finale   | Finale |
| Athlète          | Épreuve          | Distance      | Rang          | Distance | Rang   |
| ---------------- | ---------------- | ------------- | ------------- | -------- | ------ |
| Ndiss Kaba Badji | Saut en longueur | 7.66          | 24            | -        | -      |

Femmes
Courses
| Athlète            | Épreuve | Séries   | Séries | Demi-finales | Demi-finales | Finale   | Finale |
| Athlète            | Épreuve | Résultat | Rang   | Résultat     | Rang         | Résultat | Rang   |
| ------------------ | ------- | -------- | ------ | ------------ | ------------ | -------- | ------ |
| Ndeye Fatou Soumah | 200 m   | 23.89    | 45     | -            | -            | -        | -      |
| Ndeye Fatou Soumah | 400 m   | 52.23    |        | 52.10        |              | -        | -      |
| Amy Mbacke Thiam   | 400 m   | 53.23    | 31     | -            | -            | -        | -      |

Concours
| Athlète  | Épreuve           | Qualification | Qualification | Finale   | Finale |
| Athlète  | Épreuve           | Distance      | Rang          | Distance | Rang   |
| -------- | ----------------- | ------------- | ------------- | -------- | ------ |
| Amy Sène | Lancer du marteau | 65.49         | 32            | -        | -      |

## Canoë-kayak

### Course en ligne
Ndiatte Gueye participe aux épreuves de C1 des 200 et 1000 mètres.
| Athlète       | Compétition | Éliminatoires  | Éliminatoires | Demi-finales   | Demi-finales | Finale A | Finale A | Finale B       | Finale B |
| Athlète       | Compétition | Temps          | Rang          | Temps          | Rang         | Temps    | Rang     | Temps          | Rang     |
| ------------- | ----------- | -------------- | ------------- | -------------- | ------------ | -------- | -------- | -------------- | -------- |
| Ndiatte Gueye | C1 – 1000 m | 4 min 33 s 884 | 16e           | 4 min 37 s 171 | 13e          | –        | –        | 4 min 32 s 251 | 5e       |
| Ndiatte Gueye | C1 – 200 m  | 51 s 708       |               | 50 s 798       |              | –        | –        | –              | –        |

## Escrime
Hommes
| Athlète           | Compétition       | 1/32 de finale   | 1/16 de finale                     | 1/8 de finale                     | Quarts de finale | Demi-finales     | Finale           | Finale |
| Athlète           | Compétition       | Adversaire Score | Adversaire Score                   | Adversaire Score                  | Adversaire Score | Adversaire Score | Adversaire Score | Rang   |
| ----------------- | ----------------- | ---------------- | ---------------------------------- | --------------------------------- | ---------------- | ---------------- | ---------------- | ------ |
| Alexandre Bouzaid | Épée individuelle | NC               | Bat Radosław Zawrotniak (POL) 15-9 | Battu par Paolo Pizzo (ITA) 11-15 | -                | -                | -                | -      |

## Football
L'équipe masculine de football participe à ces J.O.

### Tournoi masculin
Classement
| Rang | Équipe             | Pts | J | G | N | P | Bp | Bc | Diff |
| ---- | ------------------ | --- | - | - | - | - | -- | -- | ---- |
| 1    | Grande-Bretagne () | 7   | 3 | 2 | 1 | 0 | 5  | 2  | +3   |
| 2    | Sénégal ()         | 5   | 3 | 1 | 2 | 0 | 4  | 2  | +2   |
| 3    | Uruguay ()         | 3   | 3 | 1 | 0 | 2 | 2  | 4  | -2   |
| 4    | Émirats ()         | 1   | 3 | 0 | 1 | 2 | 3  | 6  | -3   |

Matchs
| 26 juillet 2012 | Grande-Bretagne () | 1 - 1   | Sénégal () | Old Trafford, Manchester       |                                |
| 19 h 45 CEST    | Bellamy 20e        | (1 - 0) | Konaté 82e | Arbitrage : Ravshan Irmatov () | Arbitrage : Ravshan Irmatov () |
| 19 h 45 CEST    | Rapport            |         |            | Arbitrage : Ravshan Irmatov () | Arbitrage : Ravshan Irmatov () |

| 29 juillet 2012 | Sénégal ()              | 2-0   | Uruguay () | Wembley, Londres                                |                                                 |
| 17 h 00 CEST    | Konaté 10e 37e · Ba 30e | (2-0) |            | Spectateurs : 75 093 Arbitrage : Felix Brych () | Spectateurs : 75 093 Arbitrage : Felix Brych () |
| 17 h 00 CEST    | Rapport                 |       |            | Spectateurs : 75 093 Arbitrage : Felix Brych () | Spectateurs : 75 093 Arbitrage : Felix Brych () |

| 1er août 2012 | Sénégal () | 1-1   | Émirats arabes unis () | City of Coventry Stadium, Coventry                    |                                                       |
| 19 h 45 CEST  | Konaté 49e | (0-1) | Matar 21e              | Spectateurs : 28 652 Arbitrage : Svein Oddvar Moen () | Spectateurs : 28 652 Arbitrage : Svein Oddvar Moen () |
| 19 h 45 CEST  | Rapport    |       |                        | Spectateurs : 28 652 Arbitrage : Svein Oddvar Moen () | Spectateurs : 28 652 Arbitrage : Svein Oddvar Moen () |

Quart de finale
| 4 août 2012 | Mexique ()                                             | 4 - 2 (a.p.) | Sénégal ()             | Wembley Stadium, Londres                             |                                                      |
| 14h30 CEST  | Enríquez 10e · Aquino 62e · Giovani 98e · Herrera 109e | (1 - 0)      | Konaté 69e · Baldé 76e | Spectateurs : 81 855 Arbitrage : Mark Clattenburg () | Spectateurs : 81 855 Arbitrage : Mark Clattenburg () |
| 14h30 CEST  | Rapport                                                |              |                        | Spectateurs : 81 855 Arbitrage : Mark Clattenburg () | Spectateurs : 81 855 Arbitrage : Mark Clattenburg () |

## Judo
| Athlète           | Compétition           | 1/16 de finale      | 1/8 de finale                     | Quarts de finale    | Demi-finales        | Repêchage 1         | Repêchage 2         | Finale              | Finale |
| Athlète           | Compétition           | Adversaire Résultat | Adversaire Résultat               | Adversaire Résultat | Adversaire Résultat | Adversaire Résultat | Adversaire Résultat | Adversaire Résultat | Rang   |
| ----------------- | --------------------- | ------------------- | --------------------------------- | ------------------- | ------------------- | ------------------- | ------------------- | ------------------- | ------ |
| Hortense Diédhiou | Moins de 57 kg femmes | exemptée            | Sabrina Filzmoser (AUT) 0001/1001 | -                   | -                   | -                   | -                   | -                   | -      |

## Lutte
| Athlète      | Compétition     | Qualification       | Huitièmes de finale | Quarts de finale    | Demi-finales        | Repêchage 1         | Repêchage 2         | Finale              | Finale |
| Athlète      | Compétition     | Adversaire Résultat | Adversaire Résultat | Adversaire Résultat | Adversaire Résultat | Adversaire Résultat | Adversaire Résultat | Adversaire Résultat | Rang   |
| ------------ | --------------- | ------------------- | ------------------- | ------------------- | ------------------- | ------------------- | ------------------- | ------------------- | ------ |
| Lutte libre  |                 |                     |                     |                     |                     |                     |                     |                     |        |
| Malal Ndiaye | moins de 120 kg |                     |                     |                     |                     |                     |                     |                     |        |

| Athlète         | Compétition    | Qualification       | Huitièmes de finale | Quarts de finale    | Demi-finales        | Repêchage 1         | Repêchage 2         | Finale              | Finale |
| Athlète         | Compétition    | Adversaire Résultat | Adversaire Résultat | Adversaire Résultat | Adversaire Résultat | Adversaire Résultat | Adversaire Résultat | Adversaire Résultat | Rang   |
| --------------- | -------------- | ------------------- | ------------------- | ------------------- | ------------------- | ------------------- | ------------------- | ------------------- | ------ |
| Lutte libre     |                |                     |                     |                     |                     |                     |                     |                     |        |
| Isabelle Sambou | moins de 48 kg |                     |                     |                     |                     |                     |                     |                     |        |

## Natation
| Athlète     | Épreuve         | Séries  | Séries | Demi-finales | Demi-finales | Finale | Finale |
| Athlète     | Épreuve         | Temps   | Rang   | Temps        | Rang         | Temps  | Rang   |
| ----------- | --------------- | ------- | ------ | ------------ | ------------ | ------ | ------ |
| Malick Fall | 100 m en brasse | 1:02.93 | 37     | -            | -            | -      | -      |

| Athlète     | Épreuve             | Séries  | Séries | Demi-finales | Demi-finales | Finale | Finale |
| Athlète     | Épreuve             | Temps   | Rang   | Temps        | Rang         | Temps  | Rang   |
| ----------- | ------------------- | ------- | ------ | ------------ | ------------ | ------ | ------ |
| Mareme Faye | 100 m en nage libre | 1:06.42 | 46     | -            | -            | -      | -      |

## Taekwondo
Femmes
| Épreuve    | Athlète         | Résultat |
| ---------- | --------------- | -------- |
| - de 57 kg | Bineta Diedhiou |          |